# 하게타카
《하게타카》(ハゲタカ)는 작가 마야마 진 경제 소설 《하게타카》를 원작으로 제작 된 일본의 실사영상화 작품.

## NHK판
2007년 2월 17일부터 같은 해 3월 24일까지 NHK에서 방송된 텔레비전 드라마이다. 작가 마야마 진 (真山 仁)의 경제 소설이 원작이며, 총 6화로 구성되어 있다.

### 개요
경제를 중심으로 한 사회파 소설을 발표해 온 신문기자 출신 작가 마야마 진의 소설 《하게타카》와 《바이아웃》을 원작으로, 하야시 고지가 각본을 담당했다. 제1화 ~ 제3화는 《하게타카》, 제4화 ~ 제6화는 《바이아웃》을 기초로 작성됐다.
총6화가 2007년 2월 17일부터 3월 24일까지 매주 토요일 NHK 종합 텔레비전, NHK 디지털 위성 하이비전의 〈토요 드라마〉 시간대에 방송됐다. 방송 후에는 포니캐년을 통해 블루레이 디스크와 DVD로 발매됐다.

#### 출연진에 대해
출연자 중 한 명인 시바타 교헤이의 폐암 수술 및 요양 때문에, 방송일이 예정됐던 2006년 9월 2일 ~ 10월 7일에서 연기됐다. 또, 출연 예정이었던 나카무라 시도가 음주운전 적발로 출연을 사퇴하고, 마쓰다 류헤이가 대신 기용됐다.

### 줄거리
와시즈(오모리 나오)는 거품 경제 붕괴 후, 어떤 사건을 겪고 〈미츠바 은행〉을 퇴사한다. 미국으로 건너간 후, 외자 펀드 〈호라이즌 인베스트먼트 워크스〉 일본 대표로 취임하며 귀국. 펀드 매니저로써 차례차례 일본 기업을 사들여 〈하게타카〉라는 별명을 얻게된다. 그리고 현 미츠바 은행 자산유동화대책실실장이자 자신의 상사였던 시바노(시바타 교헤이)와 재회한다. 은행이 가진 벌크 세일(보유채권 전량매매)을 파는 쪽과 사는 쪽으로... 그 후에도 운명처럼 두 사람은 몇 번이고 부딪히게된다.
드라마 후반에는 와시즈가 목표로 삼았던 대형 전자 회사의 인수(공개매수)에 니시노(마쓰다 류헤이)가 나타난다. 니시노는 IT 벤처 기업의 사장이지만, 집안이 경영했던 여관 〈니시노야〉가 와시즈의 손에 팔린 것을 계기로 기업가로 전향한 과거가 있다. 니시노에게 와시즈는 목표이며, 숙명의 라이벌이었다.

### 등장인물·출연진

#### 외자 펀드 《호라이즌 인베스트먼트 워크스 재팬》
와시즈 마사히코 - 오모리 나오
호라이즌 인베스트먼트 워크스 재팬 대표.
미츠바 은행에 1991년 입사. 마루노우치 지점에서 법인영업을 담당, 반년간 시바노 타케오 차장의 부하였으나, 1993년 퇴사. 그 후 미국으로 건너가 호라이슨에 입사한다.
(제5회) 뉴옥 본사의 지시를 무시하고 오조라 전기 인수를 강행해 호라이즌 재팬 대표에서 해임된다.
(최종회) 어느 사건 후, 시바노의 권유로 와시즈 펀드를 설립하고 대표로 취임한다.
나카노부 고로 - 시가 고타로
와시즈의 부하이며, 부동산 거래 전문가.
와시즈의 좋은 이해자이며, 뉴욕 본사에 대한 배임 행위에도 불구하고 뒤에서 계속 작업한다.
무라타 타케시 - 시다마 규사쿠
와시즈의 부하이며, 기업 조사 전문가.
(제5회) 하이퍼 크리에이션으로 떠남.
(최종회) 와시즈 펀드 설립을 위해, 다시 와시즈에게 돌아간다.
아랑 워드 - 팀 월랜드
와시즈의 부하이자 오른팔이다. 뉴욕 본사에서 온 엘리트.
(제5회) 와시즈의 후임으로 호라이즌 재팬의 대표가 된다.
린 해트포드 - 오타 미도리 로랜스
와시즈의 부하. 골드 버그 콜즈 재정 고문.

#### 미츠바 은행→MGS 은행 (스미쿠라 은행과 합병)
시바노 다케오 - 시바타 교헤이
미츠바 은행의 엘리트 사원.
부서는 인사부, 해외유학을 거쳐 국제기획부. 그 후 자산유동화대책실실장(제1화) 사업전략부부장 (제2화~제3화). 그러나 제3화 마지막에 은행에 대한 불신으로 미츠바 은행을 스스로 퇴사한다.
(제4화부터) 기업재생가 (턴어라운드 매니저)로 전신, 오조라 전기의 중역을 거쳐 이사가 되며, 츠카모토의 지원으로 개혁을 실시한다.
(최종화) 호라이즌의 명령으로 경비 삭감 이사로 남으며, 피닉스 계획 추진 본부장을 겸임한다. 와시즈 펀드의 요청으로 EBO 후의 새벽의 광학(전 오조라 전기 렌즈 사업부) 사장으로 취임한다.
이지마 료스케 - 나카오 아키라
미츠바 은행 임원(상무이사). 회사의 배후에 사정에 대한 일을 많이 해왔다.
(제5화) MGS은행 부은행장. 니시노 오사무를 지원.
(최종화) 와시즈로부터 오조라 전기 렌즈 부문 매각 방지를 위한 로비 활동을 의뢰받는다.
누마타 토오루 - 사토이 겐타
미츠바 은행 사원. 홍부부 부장이며 시바노와 동기이자 좋은 동료이다.

#### 도요 TV
미시마 유카 - 구리야마 지아키
도요 TV 경제부 기자. 과거 아버지가 공장의 거래처 은행에게 거래를 거부당해 자살, 그 후 당시 담당자였던 와시즈의 동향을 추적한다.
(제4화) 도요 TV 보도 프로그램 《PRIME11》의 캐스터로 취임.
노나카 유지 - 고이치 만타로
도요 TV 경제부 기자. 유카의 상사.

#### 여관 《니시노야》
제1화에 등장.
니시노 오사무 - 마쓰다 류헤이
(제1화) 집안이 경영하던 여관이 와시즈에 의해 팔린 후, 가출.
(제2화, 제3화) 와시즈에 대한 라이벌 의식으로 창업자금 300만엔을 모은다.
(제4화) IT 기업 《하이퍼 크리에이션》을 창업한다.
(제5화) 호라이즌이 공개매수를 실시한 오조라 전기의 백기사로 등장해 호라이즌과 공개매수 전쟁을 벌인다. 그 후, 내부자 거래로 체포되어 와시즈를 쏜다.
니시노 쇼고 - 우자키 류도
여관 《니시노야》의 경영자이자 오사무의 아버지. 채권을 산 와시즈에게 여관을 매각당하고, 그 충격으로 자살이나 다름없는 사고사를 당한다.
니시노 아야코 - 나가시마 에이코
(제1화, 제2화) 오사무의 어머니.

#### 장난감 회사 《선데이 토이즈》
제2화, 제3화에 등장
오코우치 미즈에 - 후지 마나미
장난감 회사 《선데이 토이즈》의 사장. 회사의 반을 사유화 하고 있다.
오코우치 노부아키 - 고바야시 마사히로
장난감 회사 《선데이 토이즈》의 전무. 미즈에의 장남이다.
모모세 케이이치 - 오카모토 노부토
장난감 회사 《선데이 토이즈》의 상무.

#### 종합 전자 회사 《오조라 전기》
제4화 ~ 제6화에 등장.
오키 쇼자부로 - 스가와라 분타
종합전자회사 《오조라 전기》의 회장.
(제4화) '카리스마 경영'이라 불리는 창업자였지만, 말기암으로 사망.
츠카모토 쿠니히코 - 오스기 렌
종합전자회사 《오조라 전기》의 사장.
기업 재생가가 된 시바노(대학 동기로 같은 야구부 출신)를 불러들인다.
카토 유키오 - 다나카 민
종합전자회사 《오조라 전기》의 사원. 렌즈 연마 장인이다.
우시지마 세이지 - 도쿠이 유
종합전자회사 《오조라 전기》 정보단말부부장.
(최종화) 구조조정 과정에서 시바노와 직원 사이에 끼어, 그 정신적 압박으로 자살한다.

#### 바이아웃 펀드 《호라이즌 인베스트먼트 워크스》
알버트 클라리스 - 이안 무어
케네스 클라리스 리버풀(KKL).
외자 펀드 《호라이즌 인베스트먼트 워크스》 대표.
와시즈가 이끄는 〈호라이즌 재팬〉에 기업 인수 지시를 내린다.
오가 야스오 - 마쓰시게 유타카
(최종화) 외자 펀드 《호라이즌 인베스트먼트 워크스》로부터 오조라 전기 새 사장에 임명된다.

#### 그 외
쿠사카베 스스무 - 야지마 겐이치
(제3화) 미츠바 은행 계열 투자회사 《아이언 옥스》 대표. 치열한 입찰 경쟁을 벌였다.
토야마 렌이치로 - 미쓰이시 겐
(제3화) 선데이 토이즈 스폰서 선정을 담당한 변호사.
미시마 켄이치 - 와타나베 데쓰
유카의 아버지로 미츠바에 빌린 돈을 갚지 못해 자살. (회상 장면에 등장)
리 젠밍 - 하쿠 히로시
(제5화) 중국 전자 기업 《텍슨》 사장. 와시즈에게 직접 오조라 전기 인수를 부탁받는다. 오키 류자부로를 존경하고 있다.

### 제작진
- 원작 - 마야마 진
- 각본 - 하야시 고지
- 음악 - 사토 나오키
- 연출 - 오토모 게이시, 이노우에 쓰요시, 호리키리조노 겐타로

### 닫는 곡
- 〈Riches I hold in light esteem〉 (부귀영화를 가볍게 여기네)
  - 작사 - 에밀리 브론테
  - 음악 - 사토 나오키
  - 노래 - tomo the tomo

### 부제
| 각 화                                           | 부제                  | 목표 (게스트)                     | 방송일          | 연출                | 방송시간      | 시청률 |
| ----------------------------------------------- | --------------------- | --------------------------------- | --------------- | ------------------- | ------------- | ------ |
| 제1화                                           | 일본을 싼값에 사들여! | 우자키 류도 등                    | 2007년 2월 17일 | 오토모 게이시       | 21:00 - 21:58 | 8.7%   |
| 제2화                                           | 황금 낙하산           | 후지 마나미, 고바야시 마사히로 등 | 2007년 2월 24일 | 이노우에 쓰요시     | 21:00 - 21:58 | 7.3%   |
| 제3화                                           | 끝나지 않은 입찰      | 후지 마나미, 고바야시 마사히로 등 | 2007년 3월 3일  | 이노우에 쓰요시     | 22:00 - 22:58 | 6.0%   |
| 제4화                                           | 격진! 주주총회        | 스가와라 분타, 오스기 렌 등       | 2007년 3월 10일 | 호리키리조노 겐타로 | 21:15 - 22:13 | 6.7%   |
| 제5화                                           | 백기사                | 오스기 렌, 다나카 민 등           | 2007년 3월 17일 | 호리키리조노 겐타로 | 21:00 - 21:58 | 7.2%   |
| 최종화                                          | 새로운 바이아웃       | 다나카 민 등                      | 2007년 3월 24일 | 오토모 게이시       | 21:00 - 21:58 | 7.1%   |
| 평균시청률 7.17% (간토 지방·비디오 리서치 조사) |                       |                                   |                 |                     |               |        |

### 수상 내역
- 제33회 방송 문화 기금상 TV 드라마 부문 '본상', '출연자상" 수상
- 제44회 갤럭시상 '우수상', '베스트 TV상 그랑프리' 수상
- 제6회 방송인 그랑프리 '특별상' 수상
- 제59회 이탈리아상 시리즈 드라마 부문 수상
- 제32회 골든 체스트 국제 TV 페스티벌 '모스필름 특별상' 수상
- 제12회 아시아 텔레비전 어워드 시리즈 드라마 부문 '최우수상' 수상
- 제32회 에란 도르상 TV 부문 '작품상 TV 가이드상', '프로듀서상 다나카 도모유키 기금상' 수상
- 제7회 영상 기술상 촬영 부분, 조명 부문, 미술 부문 수상

| NHK 토요드라마                          | NHK 토요드라마                     | NHK 토요드라마                                         |
| 이전 작품                               | 작품명                             | 다음 작품                                              |
| --------------------------------------- | ---------------------------------- | ------------------------------------------------------ |
| 슬로우 스타터 (2007.01.27 - 2007.02.03) | 하게타카 (2007.02.17 - 2007.03.24) | 병원의 힘: 호시조라 호스피탈 (2007.04.14 - 2007.05.12) |

## 영화
2009년 6월 6일 도호 배급으로 개봉되었다. 작가 마야마 진에 의한 소설 "하케타카", "하게타카 II", "레드 존"을 원작으로, 오오토모 히로시 감독을 연출을 맡았다.

### 개요
NHK 토요일 드라마 《하게타카》가 일본, 해외외에서 높은 평가를 얻으며, 도호 등에 의해 영화화가 되는 것이 발표되었다.
드라마에서 4년 후가 되는 무대에서 출연자·스태프 모두 이전에 방송된 드라마를 거의 답습하고 원작자 마야마 진이 집필 한 속편 "레드 존"을 기반으로 TV 판의 후일담이 될 예정으로, 2009년 6월 개봉을 예정으로, 그해 1월 15일 크랭크인했다.
또한 영화의 개봉에 맞춰, 2009년 5월에 드라마의 노벨 라이즈 책이 "TV 판 하게타카"로 주부와 생활사에서 상하 2권으로 발매되었다.
몇년 영화 프로그램의 방송이 없었던 NHK 종합 TV에서 2010년 8월 7일에 "스페셜 에디션"이 방송되었다.

## TV 아사히판
2018년 7월 19일부터 TV 아사히에서 방송된 텔레비전 드라마이다.

### 등장인물·출연진

#### 외자 펀드 《호라이즌재팬 파트너스》
와시즈 마사히코 - 아야노 고
아랑 워드 - 이케우치 히로유키
사에키 무네노리 - 스기모토 텟타
나카노부 고로 - 미츠이시 켄

#### 미츠바 은행
시바노 다케오 - 와타베 아츠로
미야베 미도리 - 사쿠라 에마
이이지마 료스케 - 코바야시 카오루

#### 그 외
마츠다 타카코 - 사와지리 에리카
마츠다이라 타마카 - 미쓰이시 겐
시바노 아키코 - 호리우치 케이코
시바노 아즈사 - 코레나가 히토미

### 부제
| 각 화                                     | 장    | 부제                    | 방송일   | 연출          | 시청률 |
| ----------------------------------------- | ----- | ----------------------- | -------- | ------------- | ------ |
| 제1화                                     | 제1장 | 일본을 구입 두드려라!   | 7월 19일 | 이즈미 세이지 | 11.9%  |
| 제2화                                     | 제1장 | 황금 낙하산 끝없는 입찰 | 7월 26일 | 이즈미 세이지 | 11.3%  |
| 제3화                                     | 제1장 | 격진! 주주 총회         | 8월 02일 | 이즈미 세이지 | 10.4%  |
| 제4화                                     | 제2장 | 화이트 나이트           | 8월 09일 |               | 9.6%   |
| 평균시청률 (간토 지방·비디오 리서치 조사) |       |                         |          |               |        |

| TV 아사히 목요드라마                                     | TV 아사히 목요드라마     | TV 아사히 목요드라마 |
| 이전 작품                                                | 작품명                   | 다음 작품            |
| -------------------------------------------------------- | ------------------------ | -------------------- |
| 미해결 여자 경시청 문서 수사관 (2018.04.19 - 2018.06.17) | 하게타카 (2018.07.19 - ) | -                    |

## 주요 용어
- 배임죄
- 인수 합병
- 공개매수
- 주주총회
- 내부자 거래
- 일본 금융청
- 불량채권
- 잃어버린 10년

## 같이 보기
- 하게타카 (영화)
- 나나세 다시 한 번 (2008년판. 극중에 오조라 전기의 제품(컴퓨터 등)이 등장한다.)
- 미네르바